# みずいろミュージアム
『みずいろミュージアム』はあさみゆとりによる日本の4コマ漫画作品。芳文社の『まんがタイムスペシャル』2014年2月号よりゲスト掲載が開始され、2014年5月号から2016年4月号まで連載された。

## 作品概要
葉島水族館へ入社した新入社員岩井沙夏奈の成長と周りの人々との日常を描く。

## 主な登場人物
年齢等の設定は著者のブログより引用。
岩井 沙夏奈（いわい さかな）
年齢：22歳　血液型：O型　星座：しし座　身長：157cm
好きな食べ物：和食・蜂蜜の食パン
本作の主人公、飼育員になりたいという夢が叶い葉島水族館へ入社した新人スタッフ。魚班所属。
あだ名は「おさかなちゃん」。父が地魚料理の店を経営している影響で沙夏奈も包丁さばきが上手くレミに驚かれた。
素直な性格で一人前のスタッフになろうと一生懸命頑張っている。
市川 レミ（いちかわ レミ）
年齢　24歳　血液型：O型　星座：ふたご座　身長：161cm
好きな食べ物：うどん・貝柱・いかなど
魚班所属の先輩。世話焼きで社交的な性格。入社したばかりの沙夏奈に仕事を教えているが、調餌の仕事を教えた際、沙夏奈の方が手際が良かったため恥ずかしがっていた。
トビエイの出産を見たいと思っているが通算5回見逃していて記録更新中。
加賀 由香（かが ゆか）
年齢：21歳　血液型：A型　星座：おひつじ座　身長：150.2cm(本人談)
好きな食べ物：パスタ・ふわふわ卵のオムライス・なめらかプリン
魚班所属の先輩。まめで控えめな性格。小柄で力はあまり強くなく、マイワシバケツリレーの際はバケツ回収班に回されていた。最近深海生物に恋(?)をしている。
佐原 海（さはら うみ）
年齢：22歳　血液型：B型　星座：てんびん座　身長：167cm
好きな食べ物：魚介類 なんでも食べる
ダイビングパフォーマンス班所属の先輩。のびのびとした楽観的な性格。仲良しの挨拶としてよく抱きつく。

## 書誌情報
- あさみゆとり『みずいろミュージアム』 芳文社〈まんがタイムコミックス〉、全2巻
  1. 2015年8月22日第1刷発行（2015年8月7日発売[6]）、ISBN 978-4-8322-5411-4
  2. 2016年5月22日第1刷発行（2016年5月7日発売[6]）、ISBN 978-4-8322-5482-4